# Lars-Göran Abrahamsson
Lars-Göran Abrahamsson, född 1955 i Årjäng, är en svensk konstnär.
Abrahamsson studerade vid estetiska linjen på Kyrkeruds folkhögskola i Årjäng och har därefter medverkat i samlingsutställningar med Värmlands konstförening på Värmlands museum ett flertal tillfällen samt i Älvsborgssalongen. Separat har han ställt ut ett 40-tal gånger. Han har tilldelats Värmlands Konstförenings ungdomsstipendium 1997 och Dalslands Konstförenings konstnärsstipendium 1998.
Hans konst består av akvarell och oljemåleri. Abrahamsson är representerad vid Karlstad, Säffle och Bengtsfors kommuner, Norra Älvsborgs länssjukhus samt vid Värmland och Älvsborgs läns landsting. 